# (3099) Hergenrother
(3099) Hergenrother est un astéroïde de la ceinture principale.

## Description
(3099) Hergenrother est un astéroïde de la ceinture principale. Il fut découvert le 3 avril 1940 à Turku par Yrjö Väisälä. Il présente une orbite caractérisée par un demi-grand axe de 2,88 UA, une excentricité de 0,20 et une inclinaison de 15,5° par rapport à l'écliptique.
Il est nommé d'après l'astronome américain Carl W. Hergenrother.

## Compléments